# Blockupy

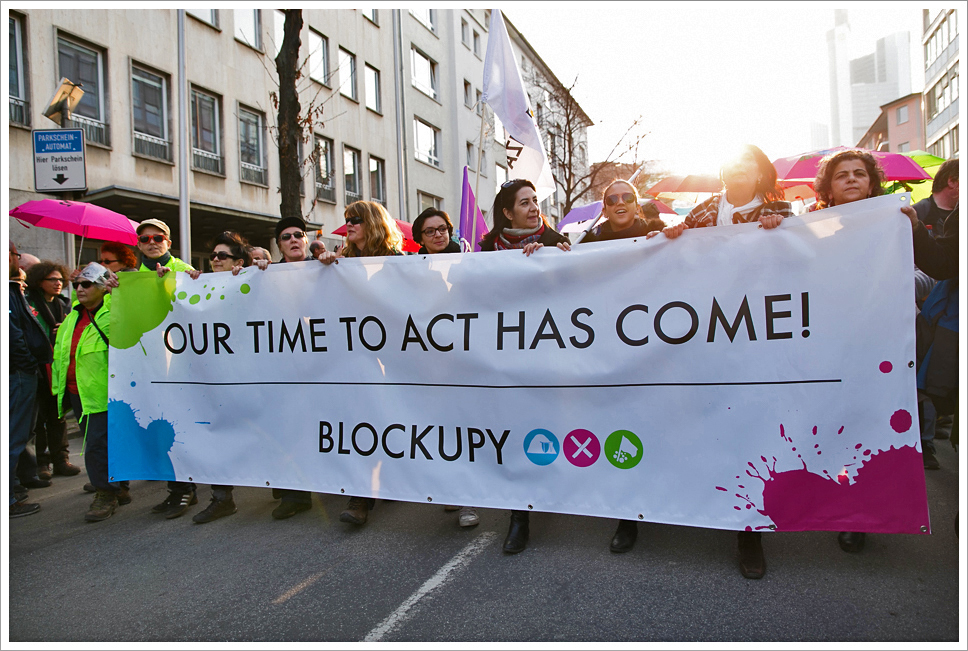
Blockupy-Aktivisten mit Transparent am 18. März 2015

Blockupy bezeichnet ein linkspolitisches, kapitalismuskritisches bis antikapitalistisches und globalisierungskritisches Netzwerk aus mehreren Organisationen, dessen Name sich von seinem Vorhaben einer Blockade (englisch to block ‚blockieren‘) und von der Occupy-Bewegung (engl. to occupy ‚besetzen‘) ableitet. Wegen der vielen beteiligten Gruppierungen ist eine eindeutige politische Zuordnung schwer möglich. Der räumliche Schwerpunkt liegt in Frankfurt am Main.
Das Bündnis rief 2012 und 2013 zu Aktionstagen mit dem Ziel auf, das Tagesgeschäft der Europäischen Zentralbank (EZB) in Frankfurt zu stören und gegen die europäische Finanzpolitik im Hinblick auf die Eurokrise zu protestieren. Im Zusammenhang mit der Europawahl, dem European Business Summit und dem Jahrestag der 15M-Bewegung mobilisierte Blockupy im Mai 2014 zu dezentralen Aktionstagen in mehreren deutschen und europäischen Städten (May of Solidarity).
Die Aktivität, die am meisten öffentliches Aufsehen erregte, waren die Proteste anlässlich der Eröffnung des Neubaus der Europäischen Zentralbank am 18. März 2015 in Frankfurt. Dem Aufruf des Bündnisses zu Blockaden und einer Demonstration folgten 17.000 Menschen. Im Verlauf der Proteste kam es zu erheblichen Ausschreitungen.

## Das Bündnis

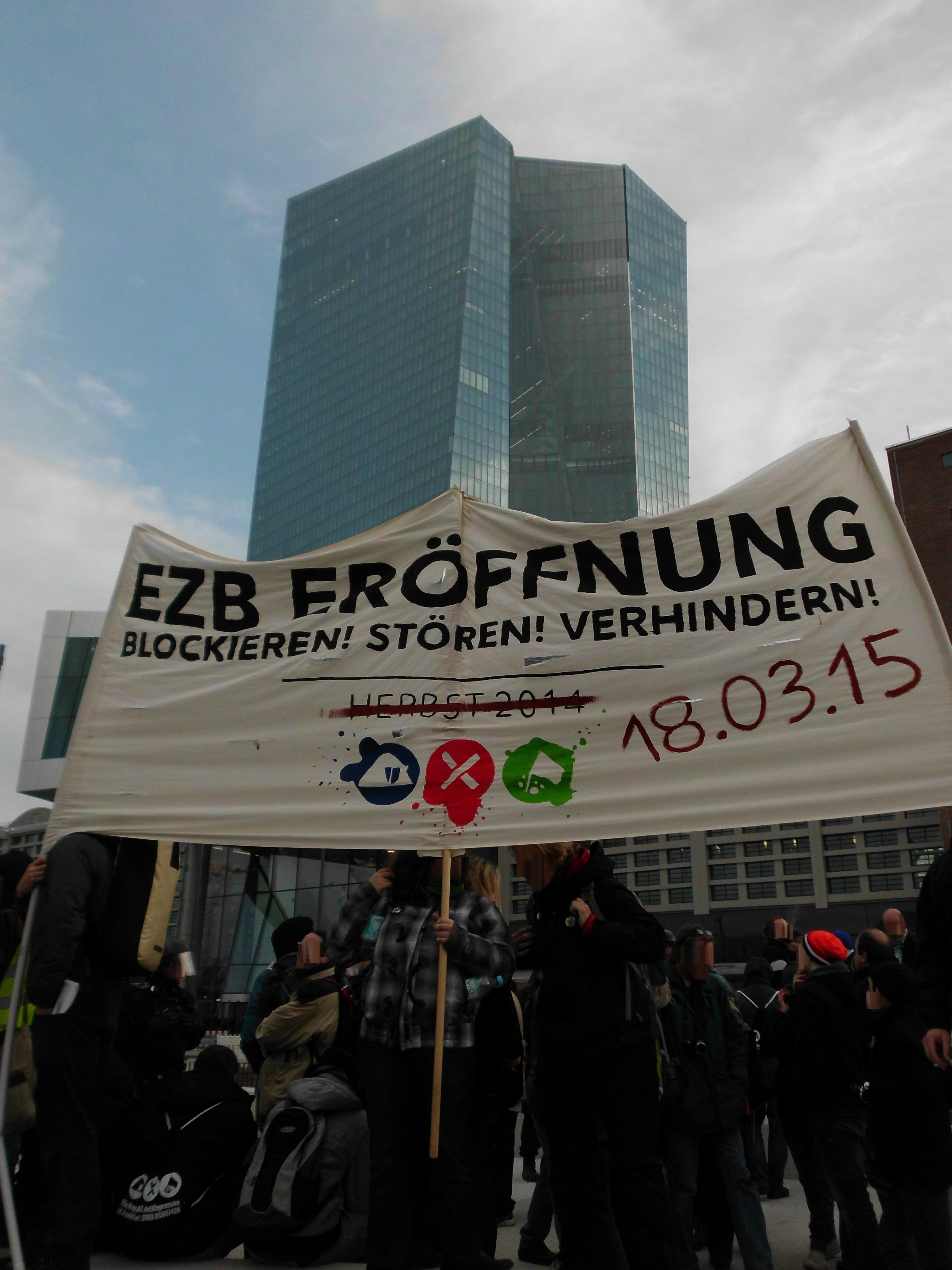
Blockupy-Demonstration vor der Europäischen Zentralbank im November 2014

Trotz der zugkräftigen Namensgebung hat Blockupy nach Einschätzung des Soziologen Dieter Rucht „fast nichts mit Occupy gemeinsam“. Letzteres spiele in Deutschland 2015 keine Rolle mehr. Zu den Organisationen des Netzwerks gehören unter anderem die Partei Die Linke, die globalisierungskritische Organisation Attac, der Revolutionäre Sozialistische Bund, die Gewerkschaft Verdi, die Interventionistische Linke, Ums Ganze, die griechische Linkspartei SYRIZA. Im Sinne einer Globalkritik geht es der Bewegung nach Einschätzung des Politikwissenschaftlers Sebastian Haunss von der Universität Konstanz nicht um eine bloße Symbolik. Das Netzwerk versteht sich als „europäisches Projekt“. Ziel ist seinem Selbstverständnis zufolge, „den Widerstand gegen ein Krisenregime, das Millionen Menschen in vielen Ländern Europas in Not und Elend stürzt, an einen seiner Ausgangspunkte [zu] tragen: Mitten ins Frankfurter Bankenviertel, an den Sitz der Europäischen Zentralbank (EZB) und vieler mächtiger deutscher Banken und Konzerne.“ Dementsprechend rief Blockupy zu Aktionstagen in Frankfurt am Main am 16. bis 19. Mai 2012, am 31. Mai bis 1. Juni 2013, im November 2014 und März 2015 auf. Diese richteten sich gegen den europäischen Fiskalpakt, den europäischen Stabilitätsmechanismus und die Austeritätspolitik der Europäischen Union im Rahmen der Eurokrise. Dabei ging es dem Bündnis nach Eigenangaben 2012 nicht darum, generell, abstrakt gegen das Finanzwesen zu protestieren, sondern ganz konkret an einem Werktag die EZB als Symbol des Kapitalismus zu blockieren.:180

## Aktivitäten

### Aktionstage 2012

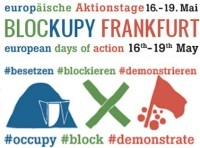
Aufruf zu den Aktionstagen 2012

Die ersten Aktionstage von Blockupy vom 16. bis 19. Mai 2012 standen unter dem Motto
„Europäische Aktionstage: Besetzen, Blockieren, Demonstrieren“.

#### Vorfeld

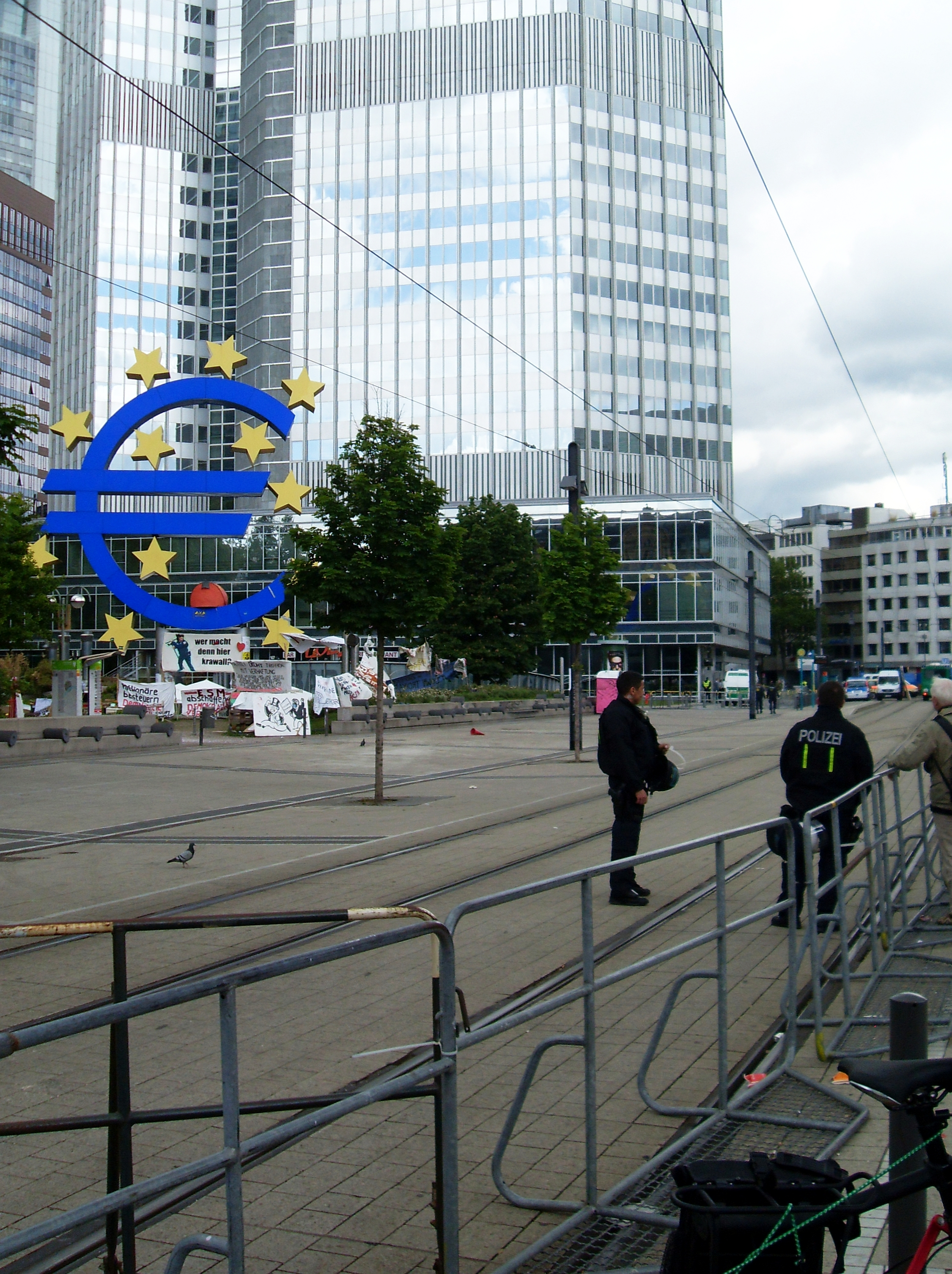
Absperrungsmaßnahmen um die EZB und das geräumte Occupy-Camp; gesperrte Haltestelle am 16. Mai 2012

Im Vorfeld der geplanten 17 Veranstaltungen der Blockupy-Bewegung wurden Blockaden von Bankgebäuden, Gewalttätigkeiten und Störungen der öffentlichen Sicherheit und Ordnung befürchtet, was zunächst zu einem generellen Verbot der Demonstrationen im Rahmen der Aktionstage führte. Etwa sechs Wochen vorher, am 31. März, hatte in Frankfurt unter dem Titel M31 eine antikapitalistische Demonstration stattgefunden, bei der mehrere Demonstranten, ein Passant und etwa 15 Polizisten verletzt wurden, darunter einer schwer, und es zu 480 Festnahmen sowie Sachschäden kam.
Eine Rave-Veranstaltung am 16. Mai und eine Großdemonstration am 19. Mai (hier unter Auflagen) wurden jedoch durch den Verwaltungsgerichtshof in Kassel genehmigt. Das Camp der Occupy-Germany-Bewegung, das seit dem Oktober 2011 am Willy-Brandt-Platz gegenüber der Europäischen Zentralbank existierte, wurde für die Dauer dieser Tage aus Sicherheitsgründen geräumt; es kam zu ersten Festnahmen.
Die Großbanken stellten sich auf gewalttätige Auseinandersetzungen ein, die Commerzbank schloss ihre Zentrale, die Goethe-Universität Frankfurt auf Anraten der städtischen Behörden ihre Hochschulgebäude an allen Standorten von Mittwoch, 16. Mai 20:00 Uhr, bis einschließlich Sonntag, 20. Mai, und die Polizei reagierte mit dem Einsatz von 5000 Beamten. Der Bankenverband Hessen sagte seine für den 15. Mai angesetzte Mitgliederversammlung ab.
Die Stadtverwaltung fürchtete Krawalle und stellte den öffentlichen Nahverkehr während des Aktionszeitraumes erheblich um. Auf Anraten der polizeilichen Behörden wurde von der Verkehrsgesellschaft Frankfurt am Main beschlossen, beispielsweise Haltestellen in der Nähe der EZB und der Zentrale der Deutschen Bank nicht anzufahren. Einige Bus-, Straßenbahn- und U-Bahn-Linien verkehrten stark eingeschränkt oder gar nicht. Auch das Freßgass-Fest wurde um eine Woche verschoben.

#### Verlauf

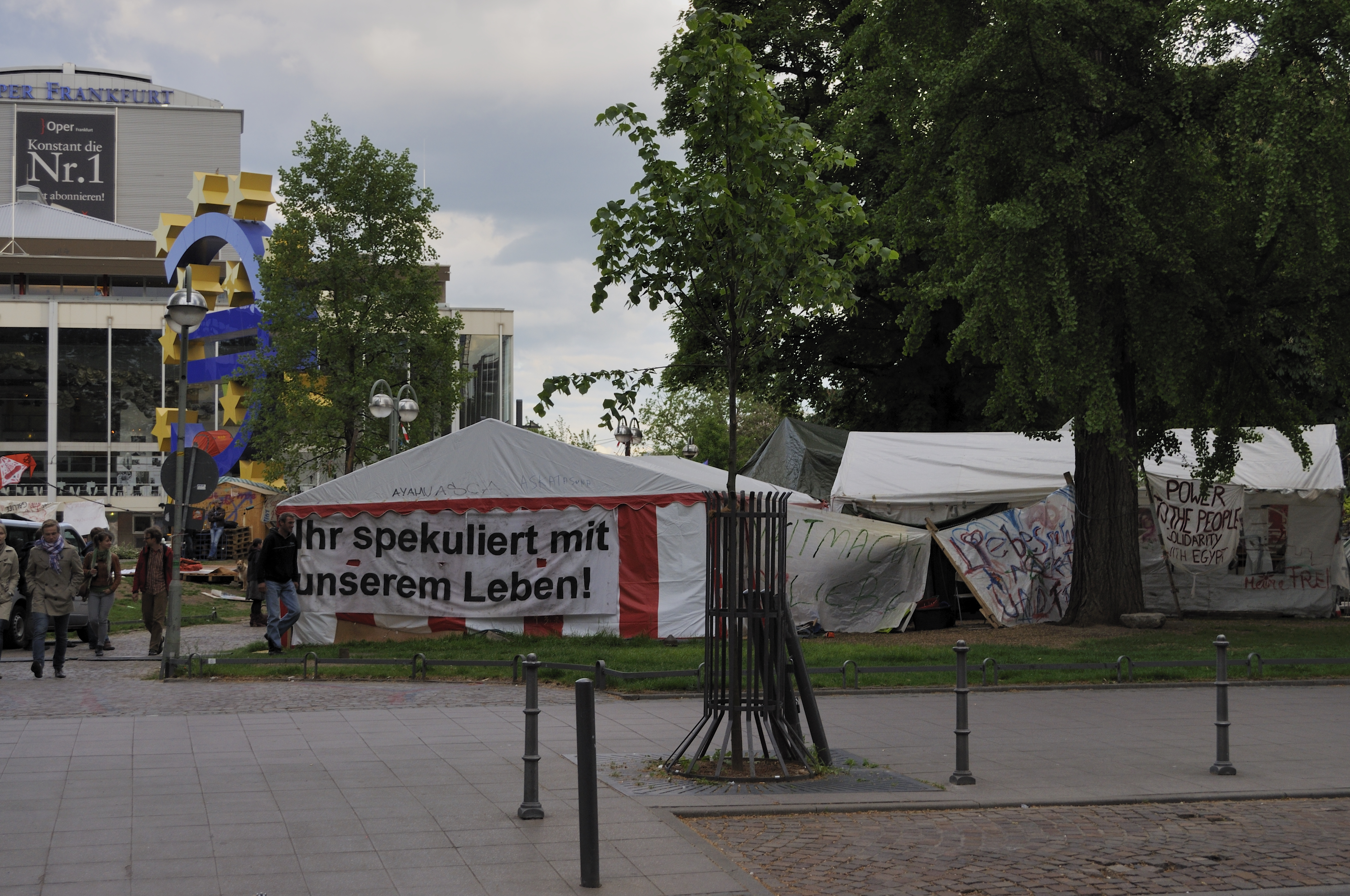
Occupy-Camp im Mai 2012

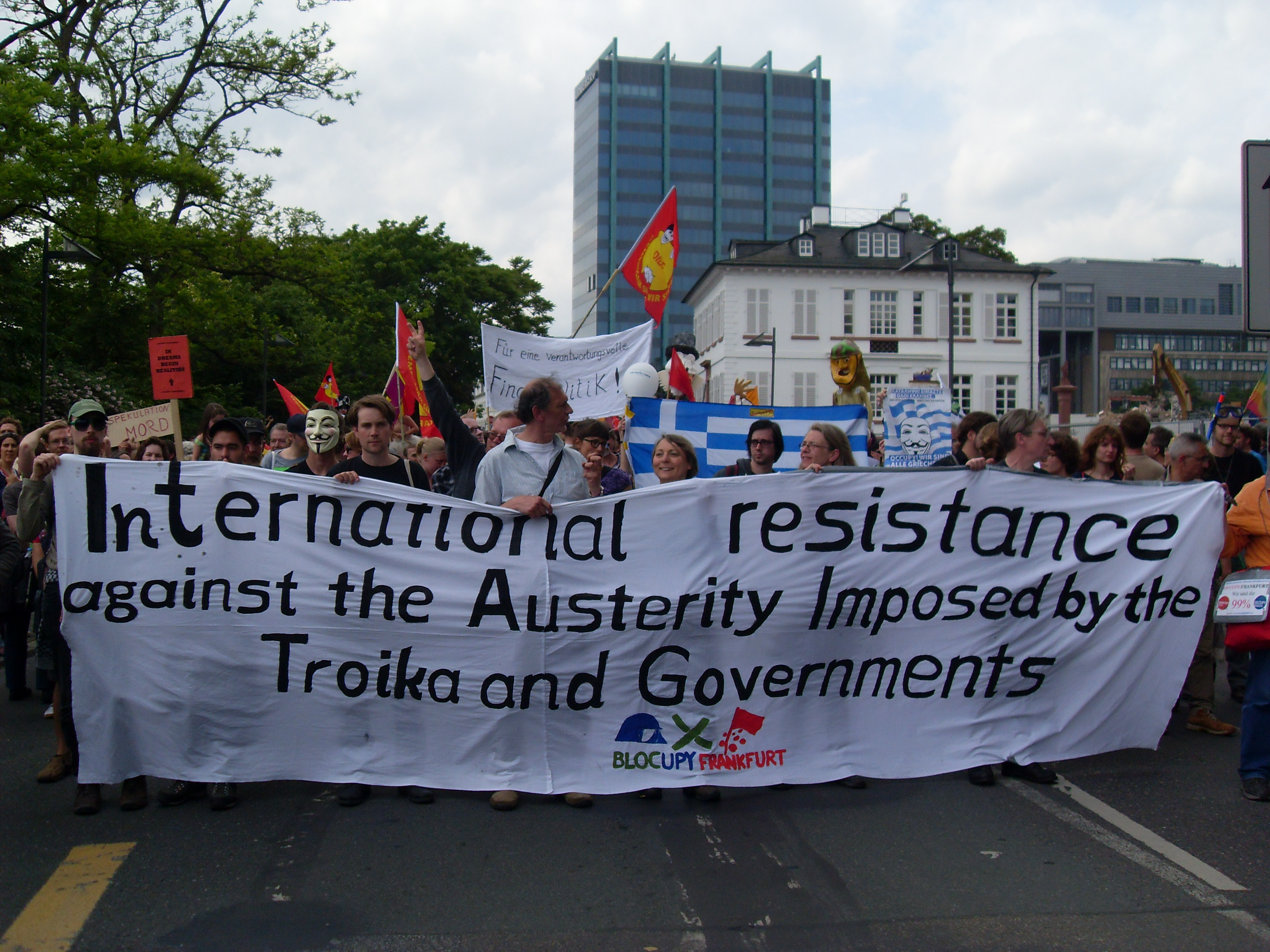
Transparent auf der Demonstration am 19. Mai 2012

Die Musikdemonstration Rave against Troika mit 500 Teilnehmern wurde vom Hessischen Verwaltungsgerichtshof verboten und daher am Abend des 16. Mai von der Polizei friedlich aufgelöst.
Am folgenden Tag tolerierte die Polizei zunächst eine ebenfalls verbotene Demonstration mit mehreren hundert Teilnehmern auf dem Römerberg und dem Paulsplatz, bei dem sich das Blockupy-Bündnis auf die Versammlungsfreiheit als Grundrecht (Art. 8) berief; ein spontan gebildetes Zeltlager räumte sie jedoch nach einigen Stunden doch. Hierbei kam es zu Rangeleien zwischen Polizei und den Demonstranten. Die Polizei forderte, dass sich diese an richterliche Entscheidungen halten sollen. Konstantin Wecker wurde daran gehindert, auf dem Paulsplatz ein Konzert zu geben. Im Interview erklärte er, es sei notwendig, „eine Demokratie zu bewahren, die anscheinend gerade ausgehebelt wird“. Wecker sang trotzdem aushilfsweise über ein Megafon zu den Demonstranten den Refrain seines Liedes Empört Euch. Der ebenfalls anwesende jüdische Friedensaktivist und Überlebende des Holocaust, Reuven Moskovitz, äußerte sich „erschüttert über die Gewalttätigkeit der Polizei“. Die Sprecherin des zuständigen Ordnungsdezernenten äußerte: „Es ist der Polizei zu verdanken, dass die Lage bisher nicht eskaliert ist“. Es kam am Donnerstag und Freitag insgesamt zu etwa 190 Festnahmen.
Am 18. Mai versuchten etwa 1000 Aktivisten an verschiedenen Stellen der Innenstadt, unter anderem an der weiträumig abgesperrten EZB, erneut trotz gerichtlichen Verbots zu demonstrieren. Die Polizei nutzte zunächst Polizeikessel, um die Situation in den Griff zu bekommen, reagierte dann mit der Räumung von Kundgebungen, setzte Schlagstöcke, Reizgas und Wasserwerfer ein und nahm schließlich rund 400 Demonstranten in Gewahrsam. Es kam zu Sachbeschädigungen durch die Demonstranten. Der Literaturkritiker Michael Hardt und der Ethnologe und Anarchist David Graeber sprachen zu den Aktivisten und solidarisierten sich mit den Protesten.
Am 19. Mai nahmen mehr als 20.000 Menschen an der einzigen, genehmigten Großdemonstration teil. Teilnehmer waren auch aus anderen europäischen Ländern wie Griechenland, Spanien, Italien und Frankreich angereist. Trotz kleinerer Zwischenfälle verlief die Veranstaltung grundsätzlich friedlich. Gewaltbereite Aktivisten wurden von der Polizei hermetisch abgeschirmt. Etwa 400 Aktivisten wurden in Gewahrsam genommen. Über die Tage wurden schätzungsweise 5000 Polizisten eingesetzt. Aus den Reihen der Demonstranten wurde die starke Polizeipräsenz kritisiert und auf das Grundrecht auf Versammlungsfreiheit hingewiesen. Der Einzelhandel der Stadt bezifferte die ausgebliebenen Umsätze mit einer Höhe von zehn Millionen Euro, lobte die Zusammenarbeit mit Polizei und Behörden im Vorfeld und unterstützte die verhängten Verbote.

#### Nachwirkung

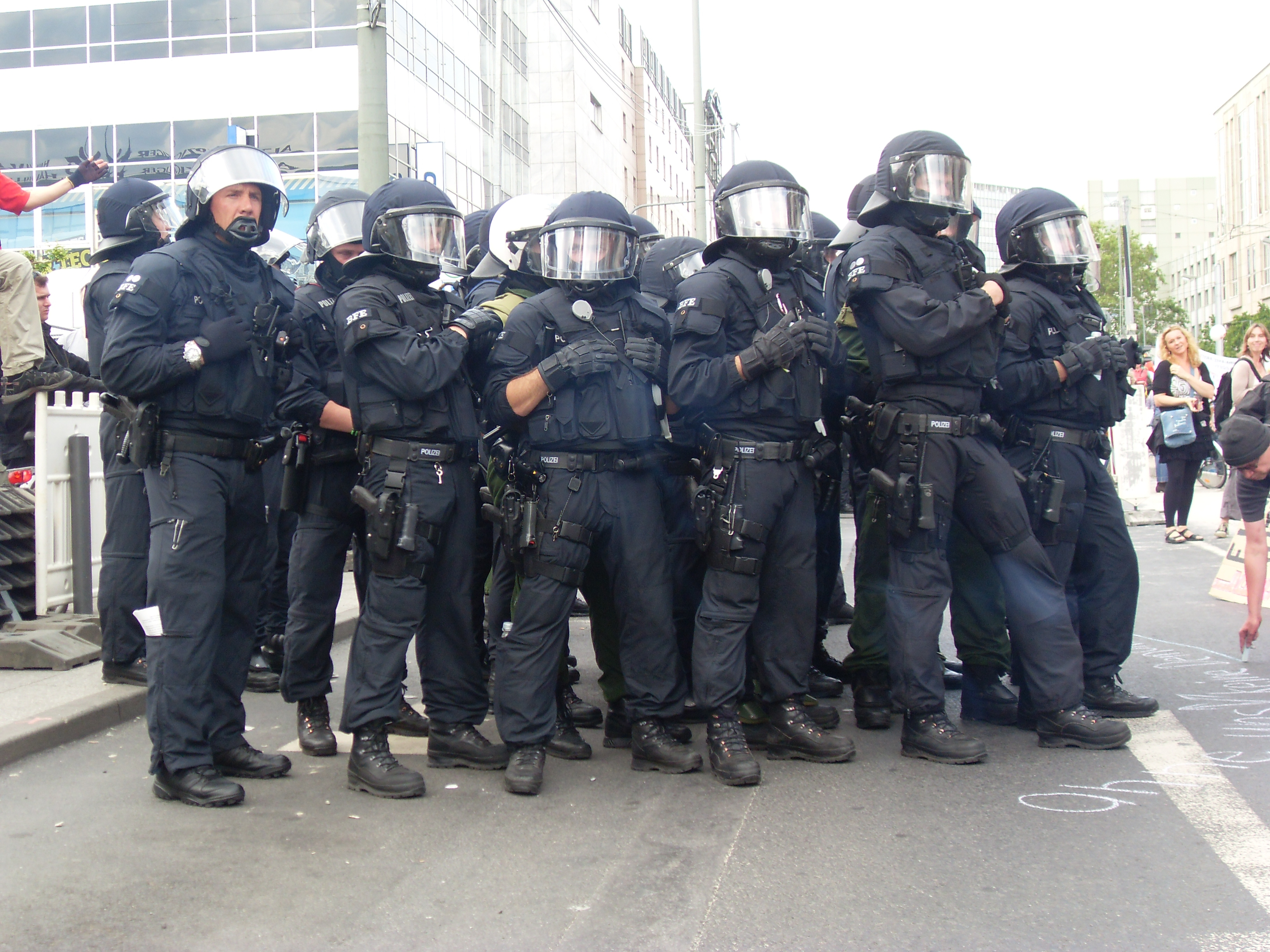
Polizeipräsenz am 19. Mai 2012, Konrad-Adenauer-Straße, Frankfurt

Ende Mai wurden die Veranstaltungsverbote in Frankfurt zum Gegenstand einer Diskussion im Hessischen Landtag. Die Einschränkung der Demonstrationsfreiheit wurde von den Parteien unterschiedlich beurteilt.
Eine Fortsetzung der Proteste in Düsseldorf stieß am 9. Juni nur auf geringen Zuspruch. Der hessische Politiker Ulrich Wilken kündigte für den Herbst 2012 in Frankfurt weitere Aktionen des Bündnisses an. Am 20. und 21. Oktober fand dann in Frankfurt ein „Aktionswochenende“ statt, bei dem 400 bis 500 Teilnehmer zur europäischen Finanzpolitik und zur Meinungsfreiheit diskutierten. Sie beschlossen die Proteste auch im Jahr 2013 friedlich fortzusetzen und auf die Missstände in der Banken- und EU-Politik aufmerksam zu machen. Sie erklärten sich mit Streikenden in Griechenland, Spanien und Portugal solidarisch.
Die Polizei Frankfurt zahlte Anfang 2013 ohne gerichtlichen Prozess eine Entschädigung an unrechtmäßig festgehaltene Demonstranten, die aus Berlin angereist waren und bereits auf der Autobahn abgewiesen wurden, daraufhin in Eschborn demonstrierten und dort festgenommen wurden.

### Aktionstage 2013

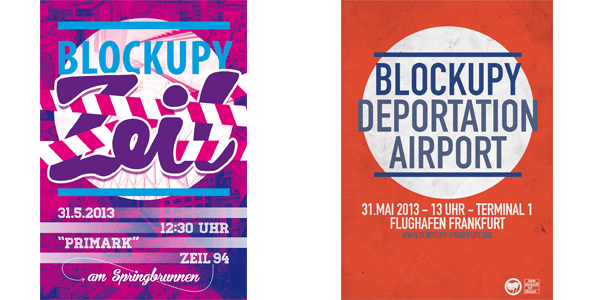
Aufrufe zu 2013 geplanten Aktionen auf der Zeil und am Flughafen Frankfurt

An das Vorjahr anknüpfend, rief das Blockupy-Bündnis für den 31. Mai und 1. Juni 2013 wieder in Frankfurt zu Aktionstagen auf. Das Vorhaben einer Blockade der EZB war ausdrücklich nicht gegen die Beschäftigten der EZB und in den Bankentürmen gerichtet, wie die Blockupy-Sprecherin Ani Dießelmann betonte. Die Polizei behielt sich nach Angaben eines Sprechers vor, den Weg freizuräumen, und auch eine EZB-Sprecherin hob hervor, dass die Zentralbank gegebenenfalls Maßnahmen ergreifen werde, um die Sicherheit von Mitarbeitern und Besuchern zu gewährleisten und die Handlungsfähigkeit der EZB sicherzustellen.

#### Vorfeld

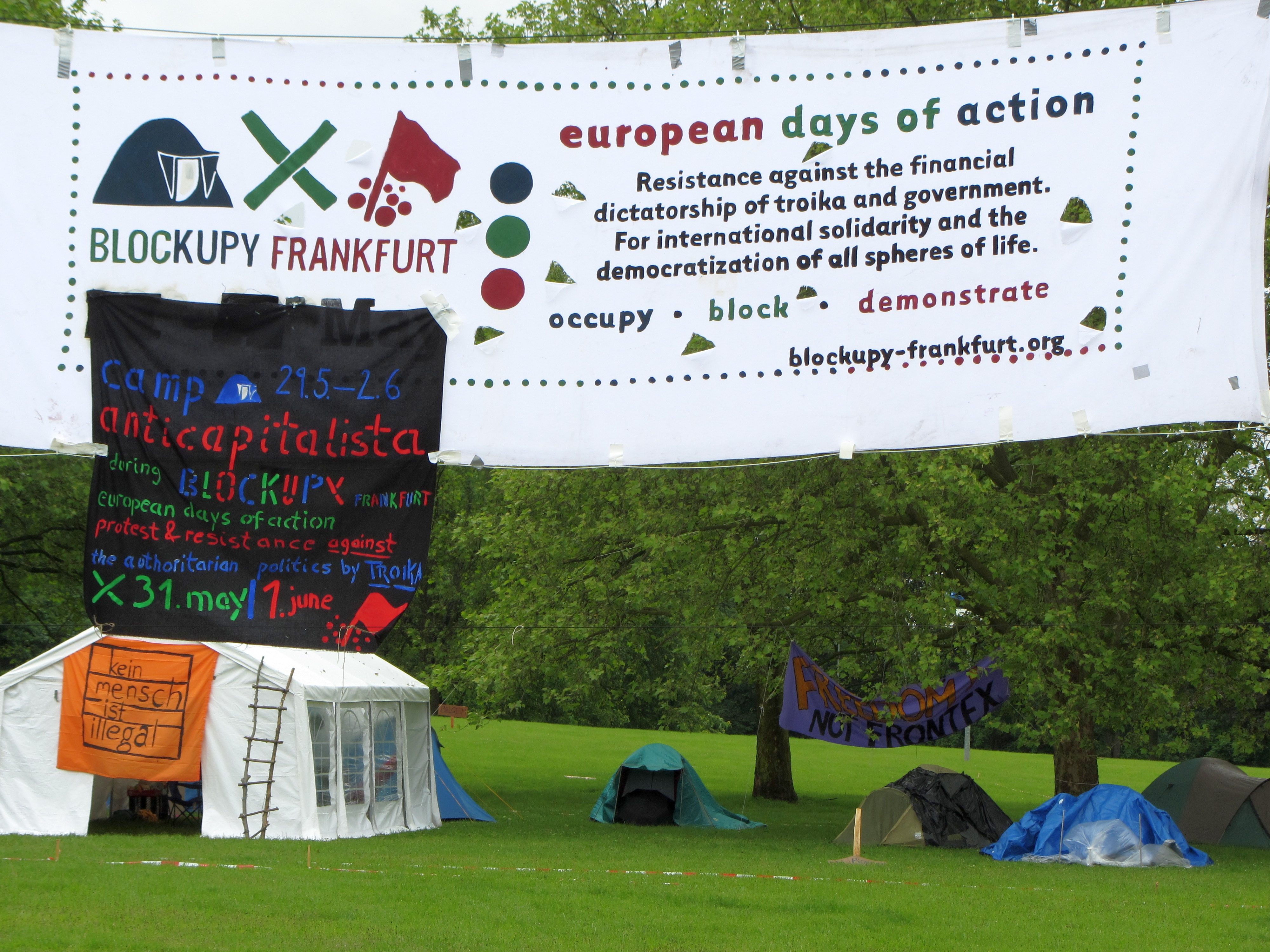
Transparente beim Aktionscamp 2013 auf dem Frankfurter Rebstockgelände

Vorab fanden in der Zeit vom 11. bis zum 20. Mai sogenannte Warm-up-Demos in verschiedenen Städten wie Göttingen, Köln, Berlin und Münster statt, die überwiegend friedlich verliefen. Weiterhin protestierten Blockupy-Aktivisten am 23. Mai vor der Deutschen Bank in Frankfurt, wo die Hauptversammlung der Aktionäre stattfand, unter anderem gegen die Finanzierung der Rüstungsindustrie, die Nahrungsmittelspekulation und Umweltzerstörung. Sie versuchten erfolglos auch die Versammlung selbst zu stören. Als Übernachtungsmöglichkeit, politischer und sozialer Treffpunkt wurde ein Aktionscamp auf dem Frankfurter Rebstockgelände eingerichtet und ab dem 29. Mai geöffnet.
Im Vorfeld warf das linke Blockupy-Bündnis der Stadt Frankfurt vor, wie 2012 die Formalitäten rund um die geplante Großdemonstration zu verschleppen, um eventuelle Rechtsstreitigkeiten zeitlich zu erschweren. Aus dem Büro von Ordnungsdezernent Markus Frank (CDU) hieß es dazu am 16. Mai, dass es keine vorgeschriebene Frist zur Auflagenerteilung gäbe und die Polizei die Gefährdungslage noch prüfe.
Gegen die dann erteilten Auflagen – wie Sicherheitsabstand zur EZB, keine Flaschen, keine Hunde, keine Seile und mehr als zwei Meter lange Fahnen sowie geänderter Streckenverlauf – legte Werner Rätz, der Anmelder der Demonstration, am 23. Mai mit Hinweis auf die Versammlungsfreiheit (Art. 8 des Grundgesetzes) Widerspruch bei Gericht ein. Mit der Begründung, dass die Stadt „keine nachweisbaren Tatsachen“ dafür habe, dass die ursprüngliche Route für die Öffentlichkeit gefährlich sei und die Blockupy-Großdemo im vergangenen Jahr friedlich geblieben war und auch die Gefahreneinschätzung der Polizei „nicht näher belegt und durch Tatsachen konkretisiert worden“ ist, erklärte das Frankfurter Verwaltungsgericht die geforderte Verlegung der Route für „ersichtlich rechtswidrig“ und entschied am 28. Mai, dass die Demonstration auf ihrer ursprünglichen Route über die Weißfrauenstraße, die Berliner Straße und Battonnstraße in die Kurt-Schumacher-Straße laufen dürfe. Die weiteren Auflagen blieben jedoch bestehen. Gegen diese Entscheidung legte die Stadt beim Hessischen Verwaltungsgerichtshof in Kassel Beschwerde ein, die jedoch zurückgewiesen wurde.

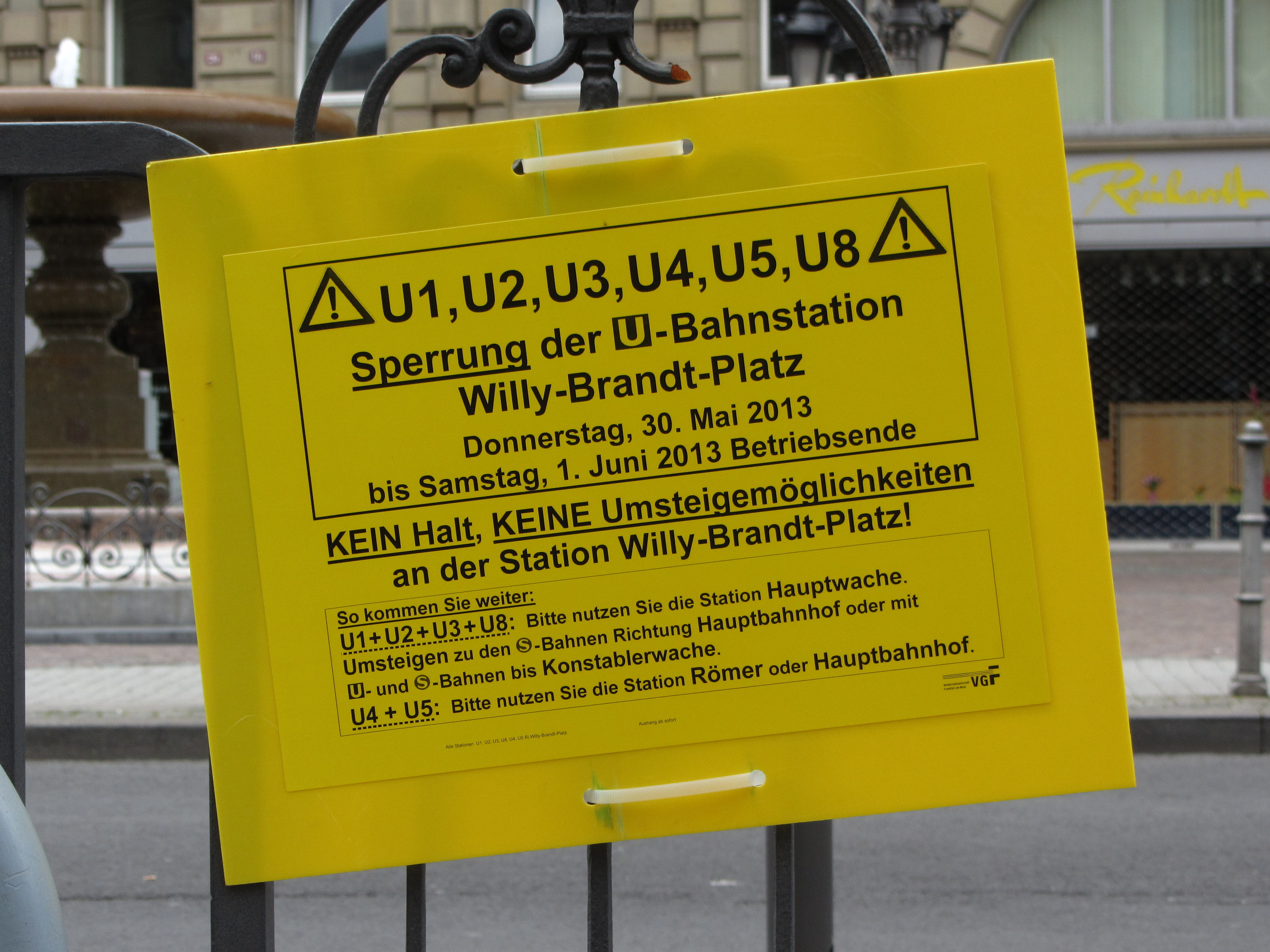
Hinweise der Verkehrsgesellschaft Frankfurt anlässlich Blockupy 2013

Am 28. Mai wurde vom Verwaltungsgericht Frankfurt entschieden, dass das Blockupy-Bündnis am 31. Mai mit einer begrenzten Teilnehmerzahl von 200 Menschen im Flughafenterminal demonstrieren darf. Die Stadt Frankfurt legte Beschwerde ein. Daraufhin entschied der Hessische Verwaltungsgerichtshof (VGH) in Kassel am 29. Mai unanfechtbar und endgültig, dass die Großdemonstration am 1. Juni direkt an der EZB vorbeiziehen darf.
Wie auch im Vorjahr kam es in Frankfurt zu erheblichen Einschränkungen im öffentlichen Nahverkehr der Innenstadt.
Der Einzelhandel rechnete mit Umsatzeinbußen. Am 30. Mai 2013 hinderten Polizeikräfte bei Butzbach fünf Busse mit Blockupy-Aktivisten aus Berlin, die auf dem Weg zu den Aktionstagen waren, zeitweise an der Weiterfahrt. Ein ähnliches Vorgehen im Vorjahr war vom Amtsgericht Gießen als rechtswidrig bezeichnet worden.

#### Verlauf

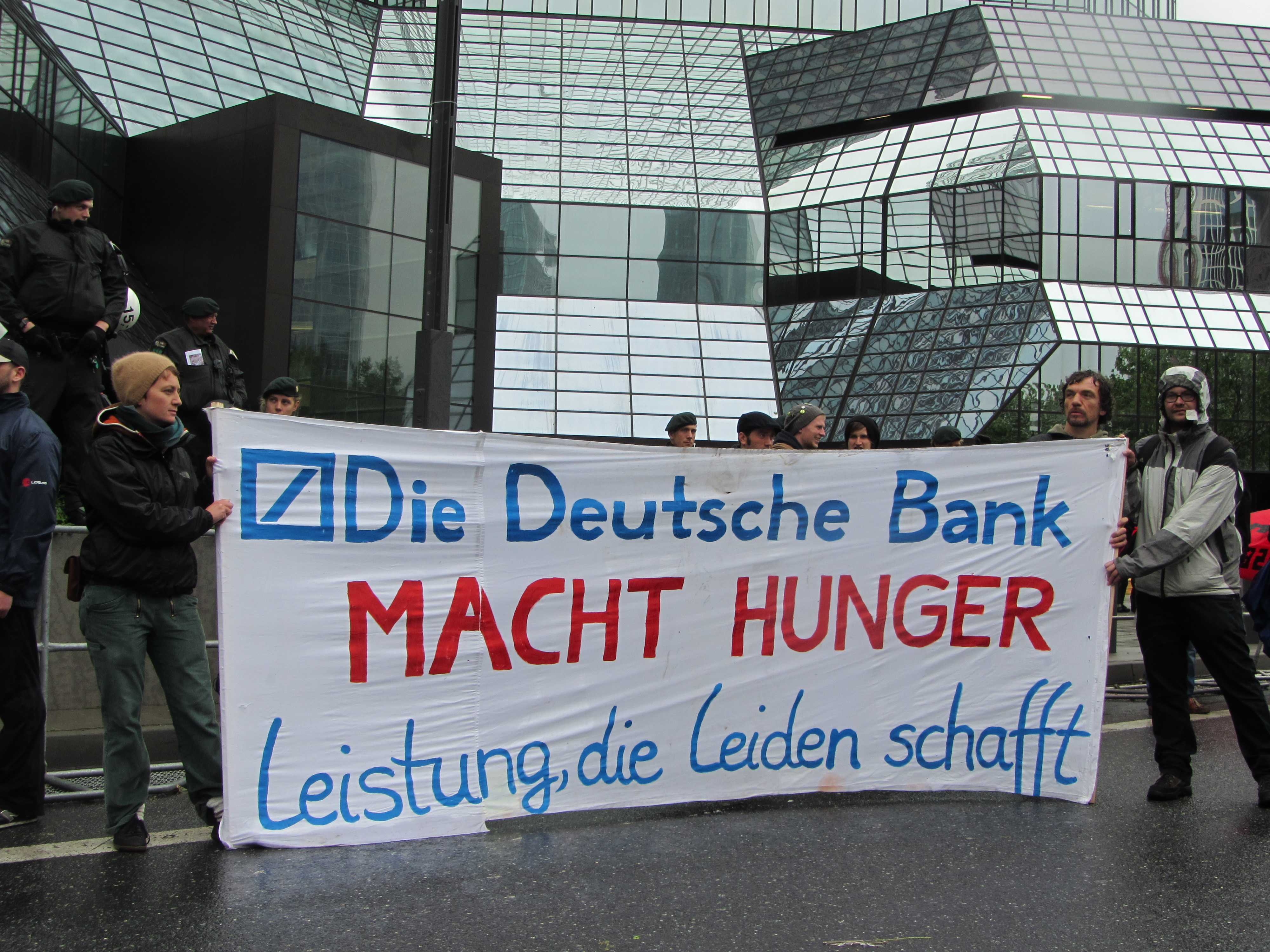
Protest vor der Zentrale der Deutschen Bank am 31. Mai 2013

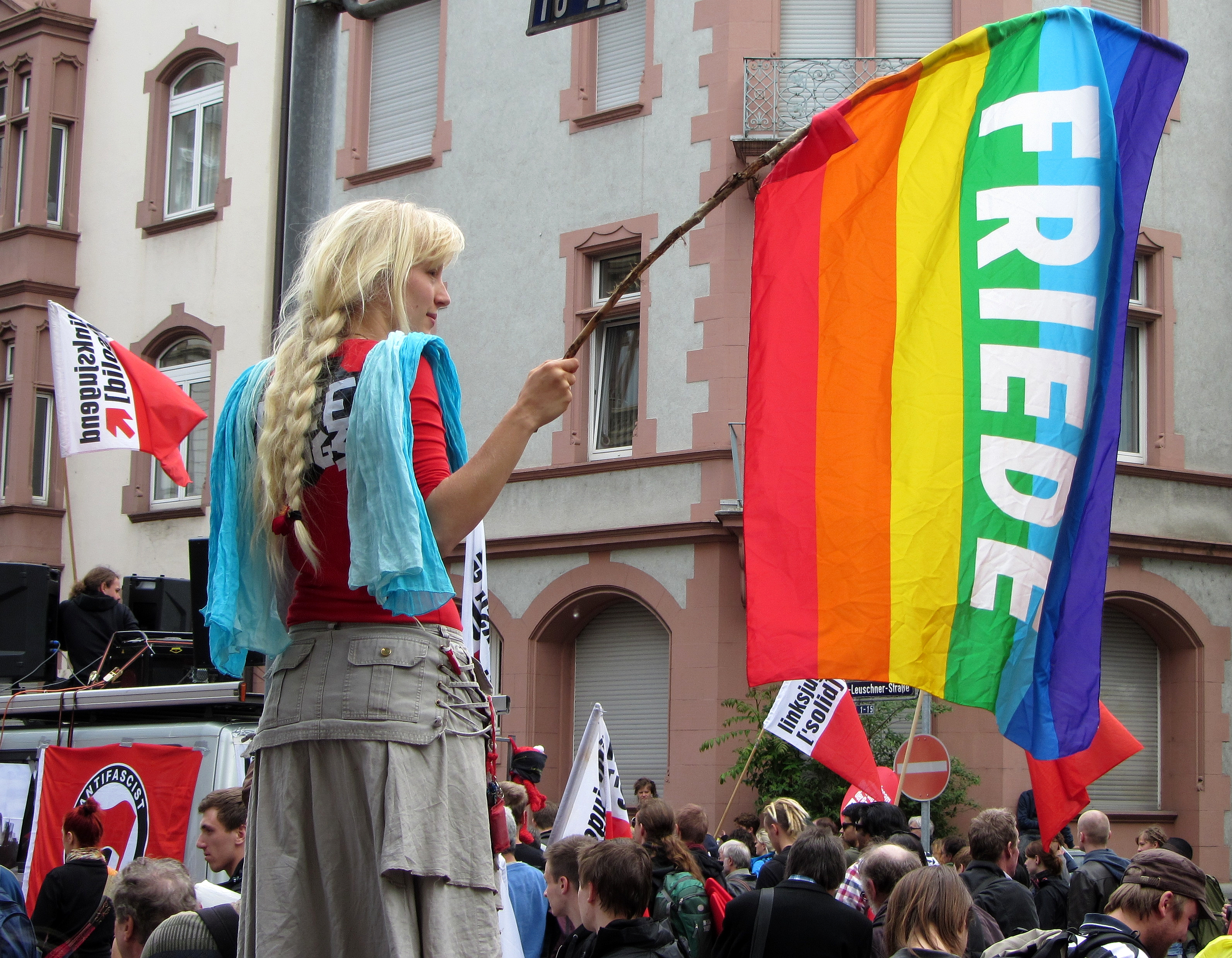
Demonstrantin am 1. Juni 2013

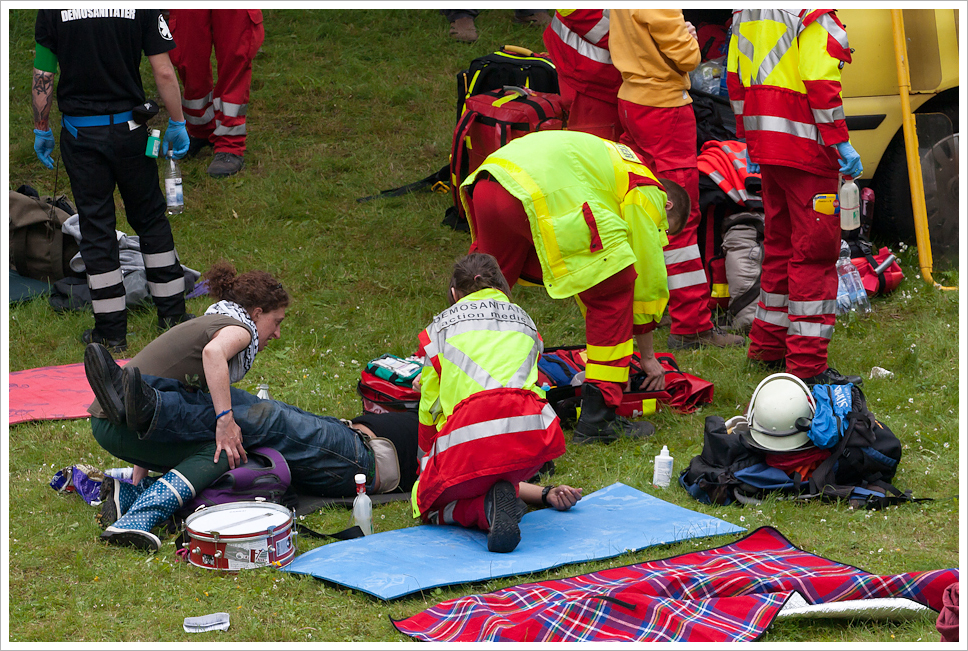
Demosanitäter von Sanitätsgruppe Südwest und Demosanitätern / action medics Marburg beim Versorgen von Verletzten am 1. Juni 2013

Blockupy-Aktivisten aus Deutschland und anderen Euro-Ländern versammelten sich am Vormittag des 31. Mai vor dem von der Polizei abgesperrten Raum vor der EZB. Blockupy sprach von etwa 3.000 Demonstranten, die Polizei schätzte 1000 bis 1400 Teilnehmer. Umstritten war auch, ob es tatsächlich eine Blockade der Bank gab, wie das Bündnis behauptete.
Anschließend protestierten etwa 300 Personen lautstark vor der Deutschen Bank in Frankfurt gegen die Spekulationen mit Nahrungsmitteln und vor Einkaufsketten und dem in der Kritik stehenden Textildiscounter Primark und gegen die Arbeitsbedingungen beispielsweise in Bangladesch.
Am Nachmittag strebten statt der genehmigten 200 etwa 800 Demonstranten ins Terminal 1 des Frankfurter Flughafens, jedoch demonstrierten von diesen wie angeordnet nur 200. Trotzdem setzte die Polizei kurzzeitig Pfefferspray und Schlagstöcke ein. Mit einer mehrstündigen Verspätung konnte die Aktion gegen Abschiebungen dann friedlich durch den Flughafen fortgesetzt werden. Insgesamt blieb der erste Aktionstag laut Polizei überwiegend friedlich. Gegen die geringe Zahl an vermummten Aktivisten, die versuchten, die Absperrungen der Polizei einzureißen, wurden vereinzelt Pfefferspray und Schlagstöcke eingesetzt. Es kam zu weniger als einem Dutzend Festnahmen.
An der abschließenden Demonstration am folgenden 1. Juni nahmen nach Angaben der Polizei 7000, nach Schätzungen der Veranstalter 20.000 Menschen teil. Nach dem Beginn des Demonstrationszuges kesselte die Polizei eine Gruppe von rund 900 Teilnehmern ein, bei denen sie aufgrund von Vermummung mit Sonnenbrillen und Regenschirmen, passiver Bewaffnung und Verstoß gegen Auflagen Gewaltbereitschaft vermutete. Die Demonstration wurde dadurch geteilt und ihr weiterer Verlauf praktisch unterbunden. In der Folge kam es sowohl von Teilen der Demonstranten als auch der Polizei zur Anwendung von Gewalt, insbesondere als der Polizeikessel geräumt wurde, um die darin befindlichen Demonstranten festnehmen, durchsuchen und ihre Personalien feststellen zu können. Auch die Bundes- und Landtagsabgeordneten Katja Kipping und Janine Wissler wurden aus dem Kessel abgeführt.
Der SPD-Stadtverordnete und Bezirksvorsitzende der südhessischen Jusos, Christian Heimpel, erlebte die Proteste als offizieller Demonstrationsbeobachter der Stadt Frankfurt. Er schilderte die Situation während der Demonstration als sehr bedrückend und kritisierte das Verhalten der Polizei, die auch gegen Demonstrationsbeobachter und Journalisten vorgegangen war.
Insgesamt kam es zu 45 Festnahmen und etwa 220 Verletzten. Vor Ort tätige Demosanitäter berichteten von bis zu 275 Verletzten und beklagten zudem die Behinderung ihrer Arbeit durch die Polizei.

#### Nachwirkungen

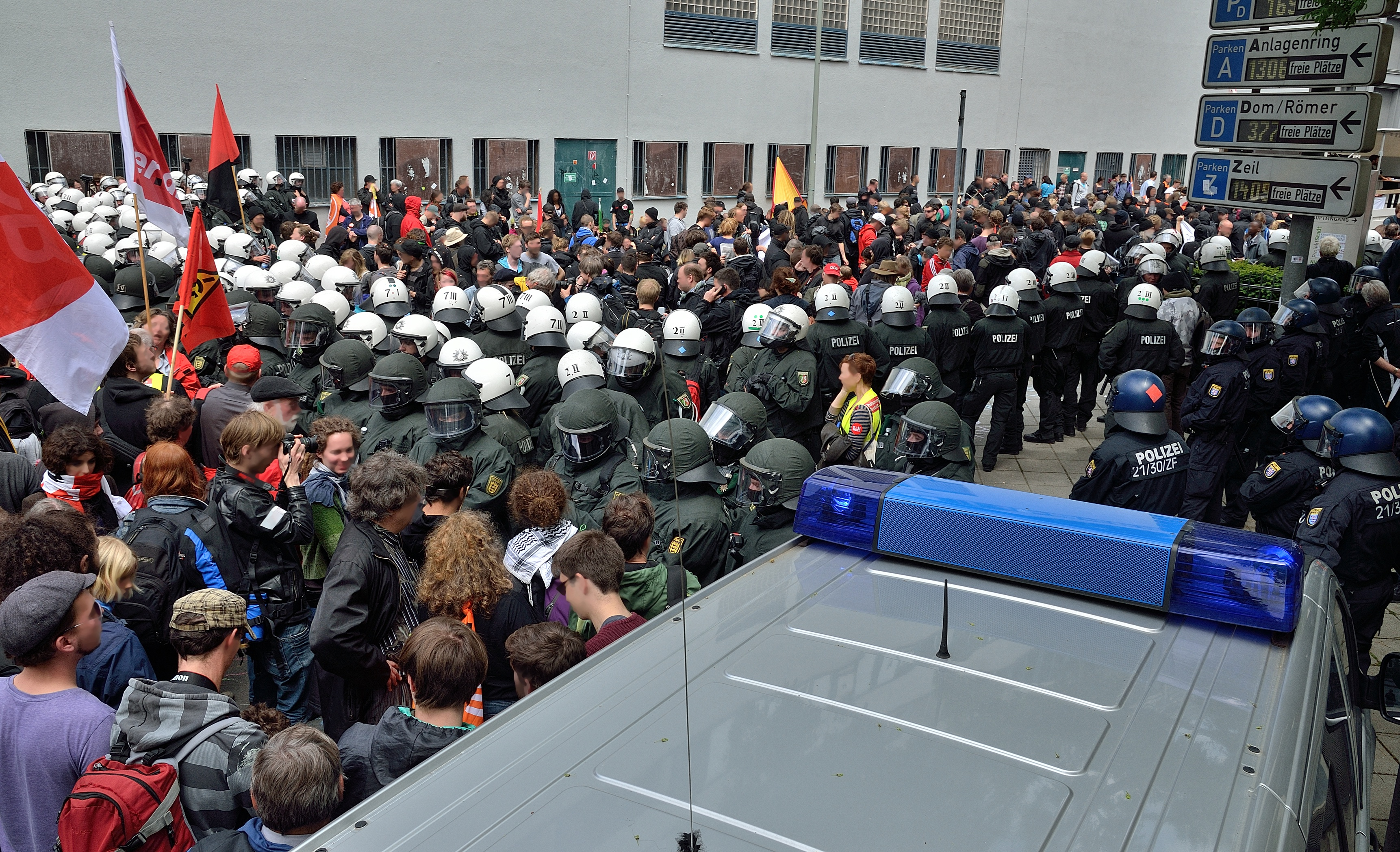
Polizeikessel während der Demonstration am 1. Juni 2013

Während die Frankfurter Polizei ihr Vorgehen am folgenden Tag verteidigte, forderten die südhessischen Jungsozialisten den Rücktritt des hessischen Innenministers Boris Rhein, der für das „aggressive und unverhältnismäßige“ Verhalten der Polizei verantwortlich sei. Rhein wurde von der Fraktion der Grünen aufgefordert, im hessischen Landtag Stellung zu beziehen.
Die hessische SPD-Landtagsfraktion legte Rhein einen umfangreichen Fragenkatalog vor. Es gäbe einen erheblichen Aufklärungsbedarf, so die innenpolitische Sprecherin der SPD-Landtagsfraktion, Nancy Faeser. Neben dem Vorgehen der Polizei gegenüber den Demonstranten müsse auch geklärt werden, ob der Innenminister seine Fürsorgepflicht verletzt habe, da einzelne Beamte über 20 Stunden im Einsatz gewesen sein sollen. Auf einer Pressekonferenz rechtfertigte er den Polizeieinsatz, bei dem auch Journalisten behindert und verletzt worden waren. Im hessischen Landtag verteidigte Rhein den Polizeikessel als „nachvollziehbar, richtig und vom Gesetz gedeckt“.
Der Staatsrechtler Christoph Gusy kritisierte den Polizeieinsatz als unverhältnismäßig und widersprach der Auffassung der Polizei, der zufolge die Verwendung von Regenschirmen und Sonnenbrillen seitens der Demonstranten eine Vermummung darstelle.
Der Rechtsprofessor und Dozent für Polizeirecht an der Hochschule für Wirtschaft und Recht Berlin, Clemens Arzt, war zufällig Zeuge der umstrittenen Polizeiaktion. Er erklärte am 6. Juni der Nachrichtenagentur dpa gegenüber, dass der Kessel „schlicht unverhältnismäßig“ gewesen sei. „Einen Kessel bilden darf man nur, wenn es nicht möglich ist, einzelne Störer zu isolieren – und wenn dies die einzige Möglichkeit ist, schwere Straftaten zu unterbinden“.
Das Bündnis reichte Klage gegen das Land Hessen, vertreten durch das Polizeipräsidium, beim Verwaltungsgericht Frankfurt ein. Dem Gericht liegen aufgrund der juristisch unterschiedlichen Vorwürfe drei parallele Verfahren vor: Teilausschluss einiger Teilnehmer, Anhalten der Demo und Aufnahme der Personalien. Die Linke Hessen stellte Strafanzeige gegen den Einsatzleiter der Polizei. Er habe gegen Paragraph 21 des Versammlungsgesetzes verstoßen, da er eine genehmigte Demonstration mit Gewaltanwendung verhindert habe. Die Organisation für Sicherheit und Zusammenarbeit in Europa (OSZE) kritisierte ihrerseits Polizeigewalt gegen Journalisten: Beamte sollen Journalisten behindert und mit Pfefferspray angegriffen haben.
Am 8. Juni, eine Woche nach dem umstrittenen Polizeieinsatz, demonstrierten auf einen Aufruf der Occupy-Bewegung hin nach Angaben der Organisatoren mindestens 10.000, nach Polizeiangaben 6.500 Menschen auf der ursprünglich vorgesehenen Route. Sie forderten unter anderem eine Aufklärung der näheren Umstände und eine Kennzeichnungspflicht für Polizisten. Die Polizei griff nicht ein und beschränkte sich auf die Verkehrsregelung.
Im Juni 2014 stellte das Verwaltungsgericht Frankfurt in erster Instanz fest, dass der Polizeikessel rechtmäßig gewesen sei. Er sei gegenüber der Auflösung der gesamten Demonstration eine geeignete Minusmaßnahme gewesen. Über die Dauer der Einkesselung oder weitere Umstände wurde nicht verhandelt. Der unterlegene Kläger beantragte beim Hessischen Verwaltungsgerichtshof Berufung, um das Urteil überprüfen zu lassen. Auch im September 2014 entschied das gleiche Gericht, dass die Einkesselung der Demonstranten rechtmäßig gewesen sei und argumentierte erneut mit der Auffassung einer geeigneten Minusmaßnahme. Auch das Bundesverfassungsgericht bestätigte im Dezember 2016 die Rechtmäßigkeit der Maßnahme.

### Aktionen 2014

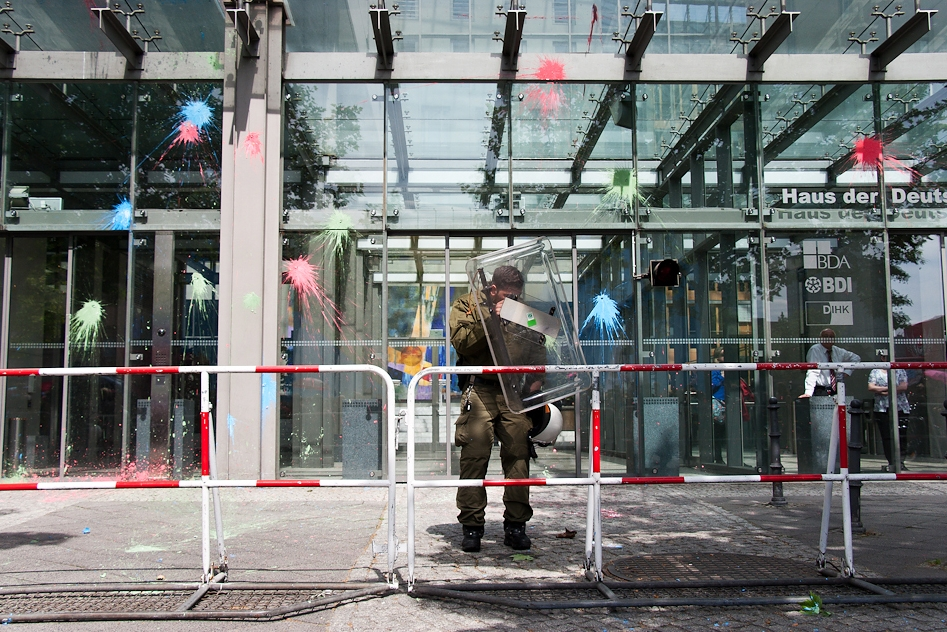
Farbbeutelwürfe am 17. Mai 2014 auf das Haus der Deutschen Wirtschaft in Berlin

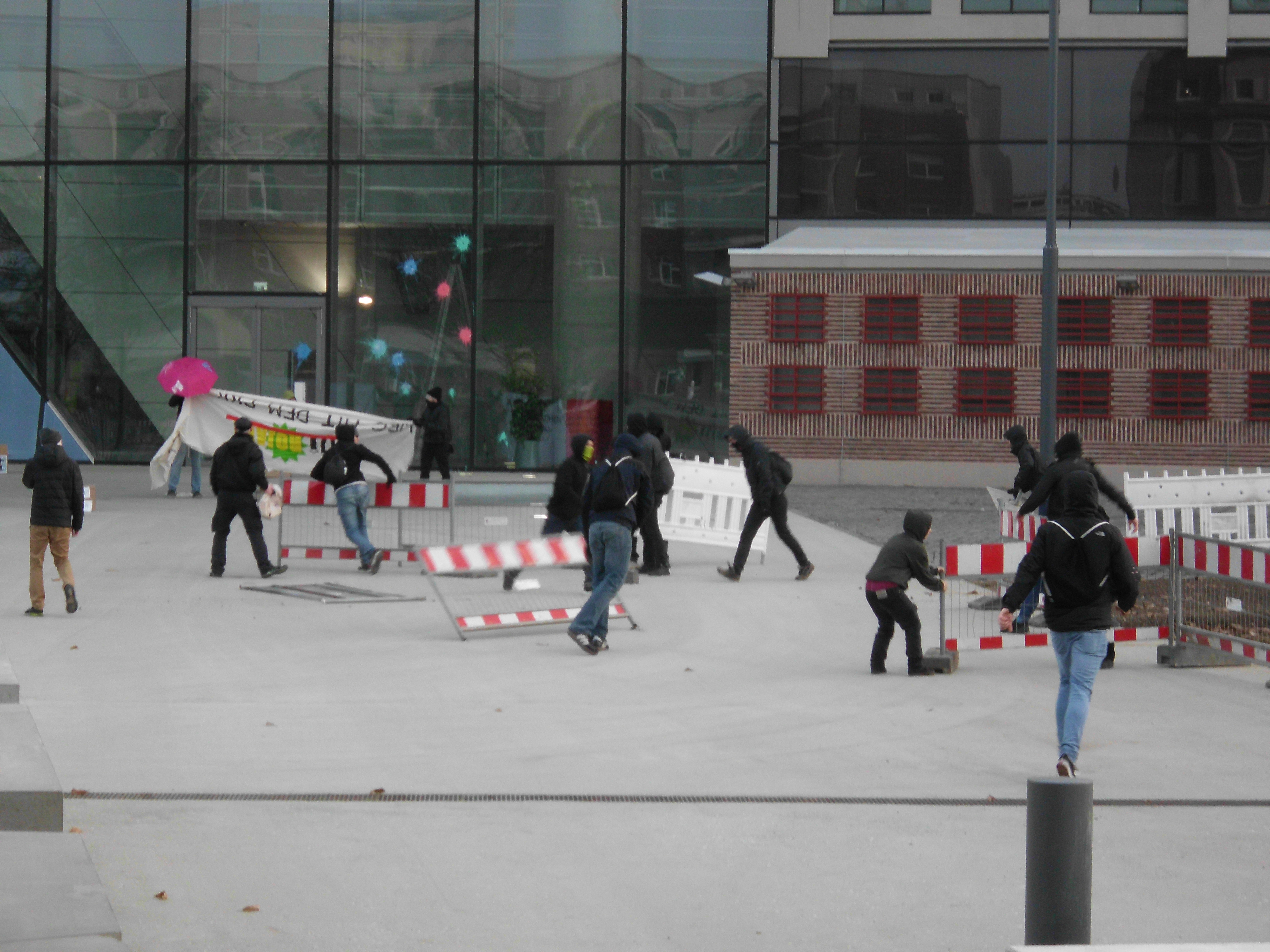
22. November 2014: Demonstranten überwanden die Absperrungen und bewarfen den EZB-Neubau mit Farbbeuteln.

Vor der Eröffnung des Neubaus der EZB, die für den Herbst 2014 geplant, im Juni aber auf 2015 verschoben wurde, fanden im Frühling mehrere nationale und internationale Protestaktionen statt. Das Bündnis rief ab Ende März nach dem Vorbild einer Aktionsform der Startbahn-West-Gegner in den 1980er Jahren zu so genannten monatlichen „Zaunspaziergängen“ an der Baustelle des Neubaus der EZB in Frankfurt auf.
Beim Versuch, von 500 Blockupy- und anderen Aktivisten, fünf Tage später den European Business Summit in Brüssel zu „umzingeln“ und gegen das geplante Transatlantische Freihandelsabkommen zu demonstrieren, setzten Spezialeinheiten zur Aufstandsbekämpfung Wasserwerfer ein. Es kam zu ca. 250 Festnahmen. Zwei Tage später organisierte Blockupy in mehreren deutschen Städten, darunter Berlin, Frankfurt, Stuttgart und Hamburg, Demonstrationen mit bis zu 3000 Teilnehmern. Die Thematiken bezogen sich auf Flüchtlinge in Deutschland, Sozialabbau und die Eurokrise. In Hamburg kam es bei einer Veranstaltung mit mindestens 1000 Teilnehmern gegen den Bau der umstrittenen Elbphilharmonie zu Ausschreitungen, Verletzten und zum Einsatz von Wasserwerfern und Schlagstöcken. Zu einer Demonstration in Rom, die sich gegen Privatisierungspolitik, Ministerpräsident Matteo Renzi und die EU wendete und an der mehrere zehntausend Menschen teilnahmen, hatte Blockupy ebenso wie zur Teilnahme an einem May of solidarity in Bologna, Brüssel, Madrid, und Paris mit aufgerufen. Am 22. Mai störten Blockupy-Aktivisten unter Bezugnahme auf Land Grabbing und Geschäfte mit der Rüstungsindustrie die Hauptversammlung der Deutschen Bank in Frankfurt am Main.
Vom 20. bis 23. November organisierte Blockupy in Frankfurt am Main ein „Festival“ mit Podiumsdiskussionen und Arbeitsgruppen zu Themen etwa der internationalen Vernetzung von „Gegenmacht“ und um die Zukunft sozialer Infrastruktur in Europa. Etwa 2000 Aktivisten nahmen am 22. November an einer Demonstration zum Neubau der Europäischen Zentralbank teil, wo etwa 80 von ihnen auf das Gelände vordrangen, Teile des Zauns beschädigten und das Gebäude mit Farbbeuteln bewarfen. Der entstandene Sachschaden belief sich auf etwa 20.000 Euro. Es kam zum Einsatz von Pfefferspray und zu Verletzten sowohl bei Demonstranten als auch bei Polizisten. Nach Angaben der Demo-Sanitäter, die die Demonstration medizinisch begleitete, wurden ca. 50 Teilnehmer der Demonstration verletzt.

### Gewalttätige Proteste gegen die Eröffnung des Neubaus der Europäischen Zentralbank 2015

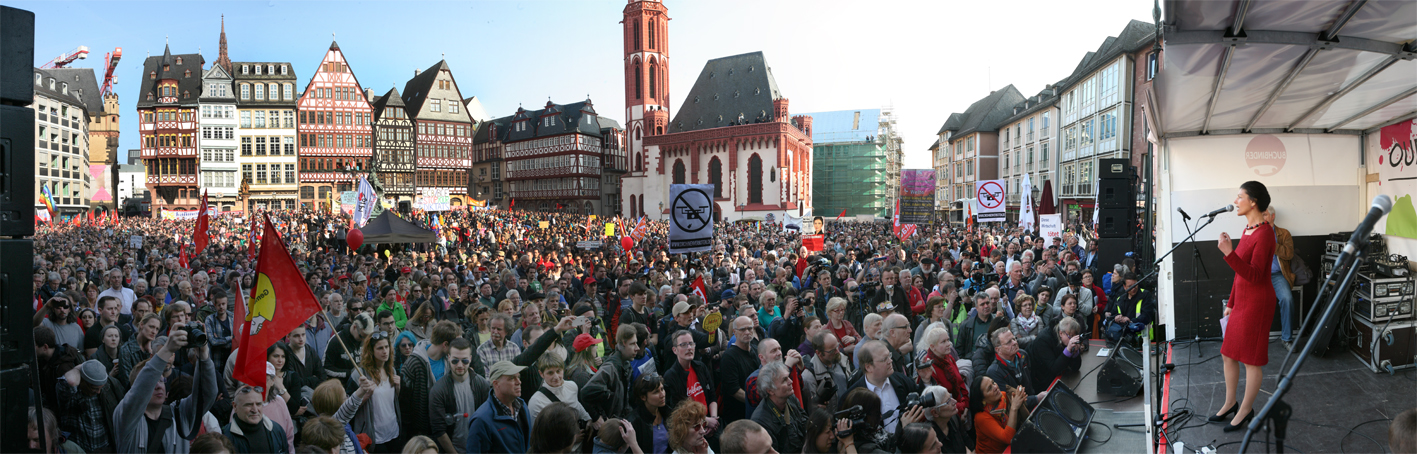
Kundgebung auf dem Frankfurter Römerberg, am Mikrofon Sahra Wagenknecht (18. März 2015)

Blockupy organisierte Proteste gegen die Eröffnung des Neubaus der Europäischen Zentralbank am 18. März 2015 in Frankfurt. Das Bündnis rief dazu auf, am frühen Morgen mittels friedlicher Sitz-, Steh- und Tanzblockaden die Zone rund um die EZB lahmzulegen und so die Eröffnungsfeier zu stören. Für den Nachmittag wurde zu einer Kundgebung mit anschließender Demonstration mobilisiert. Die EZB hatte vorab entschieden, die Eröffnungsfeier in kleinem Rahmen zu halten. Wegen der erwarteten Blockaden riet sie ihren Mitarbeitern, an diesem Tag von zu Hause aus zu arbeiten.
Am frühen Morgen des Protesttags kam es in Frankfurt-Ostend, dem neuen Standort der EZB, zu gewalttätigen Ausschreitungen und zu Sachbeschädigungen. Die Polizei hatte vorab rund um die Bank umfangreiche Absperrungen unter Zuhilfenahme von NATO-Draht errichtet und Wasserwerfer aus dem gesamten Bundesgebiet postiert. Demonstranten setzten Müllcontainer und mehrere Polizeiautos in Brand und beschädigten Gebäude durch Farbe und Steinwürfe. Auch bei der Feuerwehr, den Verkehrsbetrieben und bei Unbeteiligten gab es Sachschäden und Verletzte. Die Polizei reagierte mit dem Einsatz von Schlagstöcken, Wasserwerfern und Reizstoff. Während einige Organisatoren und Vertreter der Blockupy-Bewegung die Gewalt bedauerten, distanzierten sich andere ausdrücklich nicht davon und wiesen der Polizei die Schuld an der Eskalation zu. Auch Rechtsextreme beteiligten sich als Trittbrettfahrer an den Aktionen.
Am Nachmittag beteiligten sich rund 8500 Menschen an einer Kundgebung auf dem Römerberg, zu der ein Bündnis einschließlich der Gewerkschaften aufgerufen hatte. Als Redner traten dort u. a. Sahra Wagenknecht von der Partei Die Linke, die Globalisierungskritikerin Naomi Klein, der Kabarettist Urban Priol, Giorgios Chondros von der griechischen Regierungspartei Syriza sowie Miguel Urbán von der spanischen Partei Podemos auf. An dem anschließenden Umzug durch die Frankfurter Innenstadt nahmen etwa 17.000–20.000 Personen teil. Er verlief weitgehend friedlich.

### Berlin 2016
2016 verlagerte Blockupy seinen Aktionsschwerpunkt von Frankfurt am Main nach Berlin.
Am Tag der offenen Tür, dem 27. August, fand eine Demonstration im Inneren des dortigen Bundesministeriums für Arbeit und Soziales statt. Die Polizei entfernte mehrere Aktivisten aus dem Gebäude und nahm sie vorübergehend in Gewahrsam. Die Kritik des Bündnisses richtete sich gegen die vermutete Absicht der Bundesregierung, mit dem Integrationsgesetz von 2016 Flüchtlinge auszubeuten.  Etwa 1000 Demonstranten, wesentlich weniger als in den Vorjahren, führten Blockadeversuche auch vor dem Finanzministerium durch. Die Proteste blieben weitgehend friedlich und verlagerten sich im Lauf des Tages an verschiedene Orte in der Berliner Innenstadt.
Am darauffolgenden Tag führte Blockupy seine Aktionen in Berlin fort und beteiligte sich an der Demonstration „Aufstehen gegen Rassismus! Deine Stimme gegen die Alternative für Deutschland“ (AfD)!. Mit dieser Demonstration sollte kurz vor der Landtagswahl in Mecklenburg-Vorpommern und der Wahl zum Abgeordnetenhaus von Berlin vor dem Hintergrund der Flüchtlingsdebatte in Deutschland gegen die AfD demonstriert werden. Die Kundgebung zählte mehrere Tausend Teilnehmer und blieb weitgehend friedlich.

## Rezeption
Die Aktivitäten von Blockupy werden vom Verfassungsschutz beobachtet und finden ihren Niederschlag in den Verfassungsschutzberichten 2013 des Bundeslandes Hessen und des Bundes.
Im Kriminologischen Journal erschien 2013 ein Artikel, der sich auf die Aktionstage 2012 und in geringerem Maße auch auf jene von 2013 bezog. Die Autoren Tino Petzold und Maximilian Pichl stellten fest, dass die Polizei im Auftrag des Staates weitreichende Grundrechtseingriffe durchsetzte, ohne dafür in wesentlichen Teilen eine rechtliche Grundlage zu haben oder normiertes Recht sogar brach. Die Autoren konzentrierten sich in ihrem Artikel auf das Verhältnis zwischen Recht und Polizei unter Bezugnahme auf die temporäre „Produktion“ bzw. Aneignung von (städtischem) Raum durch die Exekutive. Bei Protesten komme es zu einem „Ringen um Raum“, bei dem beide Seiten versuchten, eigene Deutungsmuster zu verwirklichen. Sowohl das Recht als auch der Polizeiapparat hätten eine „spezifische Eigensinnigkeit“. Die Polizei sei nicht nur Exekutive, sondern trage auch Züge der Judikative, weil sie Spielraum hätte, das Recht zu interpretieren, und welche der Legislative, weil sie eben dadurch Recht setzen würde. Die Gewaltenteilung sei angetastet. Seit etwa zehn Jahren bzw. der sogenannten Schlacht von Seattle 1999 werde bei größeren Protesten das Konzept des negotiated management (etwa: Management der Veranstaltung durch Verhandlung) von dem des Summit policing (etwa: Management der Proteste gegen Gipfelveranstaltungen) abgelöst, was in Deutschland Vorfeldkontrollen, Polizeikessel, Videoüberwachung, selektive Zugriffe gegen Demonstranten und die „Vorhaltung starker, jederzeit zur Dominanz fähiger Einsatzkräfte“ bedeute. Bei Blockupy 2012 habe die Polizei insbesondere räumliche Praktiken des summit policing angewendet, indem sie die Kontrolle über öffentlichen Raum übernommen habe, mit dem Zweck, die Aktivisten zu kontrollieren und zu kriminalisieren. Argumentativ wurden etwa Einkaufsstraßen und Bankfilialen als gefährdete Orte dargestellt, praktisch bereits präventiv Institutionen wie die Universität Frankfurt am Main und die Frankfurt School of Finance & Management geschlossen, sowie mittels Polizeigittern, Reiterstaffeln, Räumpanzern und Wasserwerfern eine für Bürger unzugängliche Sicherheitszone um die EZB errichtet. In Bussen anreisende Demonstranten wurden kontrolliert und auch mit Aufenthaltsverboten belegt, was den von der Polizei eingenommenen Raum über die eigentliche Stadt hinaus noch ausdehnte. Diese Maßnahmen wurden, obwohl aus Sicht der Autoren „zu einem gewichtigen Teil rechtswidrig“ auch nach der friedlich verlaufenen Abschlussdemonstration, während der 12 Polizeikessel errichtet wurden, noch argumentativ verteidigt. Den Frankfurter Polizeikessel von 2013 betreffend, stellen Petzold und Pichl fest, dass die Polizei ihre Strategie von 2012 fortentwickelte und bei zeitweise fehlender richterlicher Kontrolle eine genehmigte Demonstration verhinderte, damit ein rechtskräftiges Urteil umgehen konnte und in einem „Raum des Ausnahmerechts“ agierte.
Auch der Soziologe Peter Ullrich sah in der behördlichen Reaktion auf Blockupy 2012 ein Beispiel für „eine neue Tendenz repressiven Umgangs mit Protestierenden“, die seit der „Schlacht von Seattle“ und dem G8-Gipfel in Genua 2001 zu beobachten sei.
Das Komitee für Grundrechte und Demokratie veröffentlichte 2014 einen 123-seitigen Bericht zum Polizeikessel 2013, der aus der Beobachtung der Vorgänge durch 23 Mitarbeiter hervorging. Zusammenfassend wird festgestellt, dass es „demokratisch fatal“ gewesen sei, den Weg der gerichtlich genehmigten Demonstration durch die Einkesselung zu verhindern. Es müsse „der Eindruck einer Recht brechenden und Selbstjustiz schaffenden Exekutive entstehen“. Des Weiteren wird der unkritische Einsatz von Pfefferspray als einer potentiell tödlichen, zumindest den Bürger vom Staat entfremdenden Waffe kritisiert. Es sei auch gegen Kinder, Alte und Journalisten eingesetzt worden. In der Demonstrationsbeobachtung zum 18. März 2015 stellte das Grundrechtekomitee fest, dass Teile der Demonstranten durch Gewaltanwendung den Aktionskonsens von Blockupy gebrochen und als Minderheit die Medienberichterstattung dominiert hätten. Die Polizei sei diesen Gruppen nicht ausreichend entgegengetreten: Brennende Barrikaden und Autos seien nicht gelöscht worden, Rauch und Geruch damit erhalten geblieben, so dass der Eindruck gewalttätiger Unruhen gegenüber der Presse noch verstärkt worden sei.
Im November 2014 zitierte die Süddeutsche Zeitung die Ökonomen und Sozialwissenschaftler Oliver Nachtwey und Peter Grottian dahingehend, dass die „europäischen Krisenproteste [selbst] in der Krise“ seien, unter anderem, weil sich das linke Blockupy-Bündnis nicht zur Mitte hin öffnen könne, die ohnehin von der Thematik der Eurokrise nur wenig betroffen sei. Ein großer Teil junger Menschen sei dem Prekariat zugehörig und in der damit verbundenen Unsicherheit an Protestkultur wenig interessiert. Darüber hinaus verlagere sich Protestverhalten von der Straße ins Internet, z. B. hin zur Petitions-Plattform Campact. Nachtwey wiederholte 2015, dass Blockupy auch wegen der nun ausgeübten Gewalt der „Wahrnehmung seiner Anliegen eher schaden“ würde und nicht hin zur bürgerlichen Mitte mobilisieren könne. Der Politikwissenschaftler Sebastian Haunss, der sich bereits 2012 auf die Inbesitznahme öffentlichen Raums durch die Demonstranten bezogen hatte, zeigte sich hingegen nicht überrascht: Man wisse, dass Gewalt gegen Sachen für Teile der Demonstranten als legitime Protestform gelte.
Die linksorientierte Tageszeitung Junge Welt interpretierte im März 2015 die Ergebnisse einer vom Institut für Makroökonomie und Konjunkturforschung der Hans-Böckler-Stiftung in Auftrag gegebenen Studie, nach der das Spar- und Reformprogramm in Griechenland gescheitert sei und Hunderttausende Griechen in ihrer Existenzgrundlage bedroht seien, weil „die von der Troika geforderte Sparpolitik kaum soziale Abfederung kannte“ als Bestätigung der Analysen von Blockupy. Der Wirtschaftsredakteur Johannes Pennekamp sah zeitgleich in der vergleichsweise bürgerlichen F.A.Z. eine Machtverschiebung von der Politik zur EZB hin, die der Politik unangenehme Entscheidungen abnähme und bemerkte diesbezüglich ein „Demokratiedefizit“. Er zitierte den Politikwissenschaftler Wolfgang Wessels: „Die Stabilisierung der Eurozone ist eigentlich eine politische Aufgabe, die EZB bringt sich dort mit einer gewissen Konditionalität ein.“ Pennekamps Einschätzung nach seien Zerstörungswut und Gewalt nicht zu rechtfertigen, jedoch sollten das „Sich-Abwenden“ und die Radikalisierung der Blockupy-Teilnehmer ernst genommen werden.
Im August 2016 prognostizierte der Journalist Martin Kaul in der tageszeitung das Ende von Blockupy. Das Bündnis habe „in der linken Szene an Zulauf und Glanz verloren“, versuche, zu viele Themen gleichzeitig zu bearbeiten und werde in Berlin trotz seines internationalen Anspruches an mangelndem Zulauf aus dem Ausland leiden.